# 水無月すう
水無月 すう（みなづき すう）は、日本の漫画家。男性。福岡県福岡市出身。

## 作品リスト

### 書籍
- Night Keeper（2001年、『ガンガンパワード』）※ デビュー作
- 私の救世主さま（2002年 - 2004年 、『月刊少年ガンガン』、1 - 6巻）
  - 私の救世主さま 〜Lacrima〜（2004年 - 2007年、『月刊Gファンタジー』、7 - 13巻）
- ENDLESS PAIN（『月刊少年エース』）
- JUDAS（2004年 - 2006年、『月刊少年エース』、全5巻・新装版全3巻）
- La Sorciele魔女 (2006年 2 - 3 、『週刊ヤングジャンプ』) ※ 作画を担当。原作は小宮英之。
- そらのおとしもの（2007年 - 2014年1月 、『月刊少年エース』、全20巻）
- 豪デレ美少女 凪原そら♥（2007年 - 2014年、『ヤングアニマルあいらんど』『ヤングアニマルイノセント』・2013年、『ヤングアニマル嵐』、全4巻）
- SEVEN OCEAN（2007年 - 2008年、『漫革』、全1巻）
- へ〜ん○しん!! 〜そなたバーディ・ラッシュ〜（2008年 - 2010年、『月刊ヤングジャンプ』、全5巻）
- 大好きです!!魔法天使こすもす（2010年 - 2013年、『ヤングエース』、全7巻）※ 原作を担当。作画は瀬口たかひろ。「そらのおとしもの」の後日譚である。
- プランダラ（2015年 - 2022年 、『月刊少年エース』） - アニメ第2クール放送終了[1][2]
- 毒贄クッキング（2017年No.20 - 2019年No.6、『ヤングアニマル』、全4巻）
- 優良物件もうダメ荘 〜風呂､トイレと天使は共同です〜（2022年 - 2024年、『月刊少年エース』2023年2月号[3] - 2024年10月号[4]、全5巻）

### ゲーム
- アンチェインブレイズ レクス（ラピス）